# Gaby Bußmann
Pour les articles homonymes, voir Bussmann.
Gabriele « Gaby » Bußmann ou Bussmann (née le 8 octobre 1959 à Haltern am See) est une athlète ouest-allemande spécialiste du 400 m, du 800 m et du 4 × 400 m dans les années 1970 et 1980. Mesurant 1,70 m pour 57 kg, elle était licenciée au SC Eintracht Hamm et était entrainée par Heinz-Jochen Spilker. Diplômée en psychologie, elle se consacre depuis plusieurs années à l'entraînement psychologique des membres de l'équipe d'Allemagne d'équitation.

## Carrière

### Palmarès
| Date | Compétition                    | Lieu        | Résultat | Épreuve    | Performance   |
| ---- | ------------------------------ | ----------- | -------- | ---------- | ------------- |
| 1977 | Championnats d'Europe juniors  | Donetsk     | 1re      | 400 mètres | 52 s 33       |
| 1977 | Championnats d'Europe juniors  | Donetsk     | 1re      | 4 × 400 m  | 3 min 32 s 8  |
| 1982 | Championnats d'Europe en salle | Turin       | 3e       | 400 mètres | 51 s 57       |
| 1982 | Championnats d'Europe          | Athènes     | 7e       | 400 mètres | 50 s 93       |
| 1982 | Championnats d'Europe          | Athènes     | 4e       | 4 × 400 m  | 3 min 25 s 71 |
| 1983 | Championnats du monde          | Helsinki    | 4e       | 400 mètres | 49 s 75       |
| 1983 | Championnats du monde          | Helsinki    | 6e       | 4 × 400 m  | 3 min 29 s 43 |
| 1984 | Jeux olympiques d'été          | Los Angeles | 3e       | 4 × 400 m  | 3 min 22 s 98 |
| 1986 | Championnats d'Europe          | Stuttgart   | 4e       | 800 mètres | 1 min 58 s 57 |
| 1986 | Championnats d'Europe          | Stuttgart   | 2e       | 4 × 400 m  | 3 min 22 s 80 |

### Records
| Épreuve    | Performance | Lieu     | Date         |
| ---------- | ----------- | -------- | ------------ |
| 400 mètres | 49 s 75     | Helsinki | 10 août 1983 |